# Paweł Mateńczuk
Paweł Jan Mateńczuk ps.  Naval (ur. 17 stycznia 1974 w Raciborzu) – polski wojskowy, żołnierz Jednostki Wojskowej GROM, pisarz i podróżnik.

## Życiorys
W latach 1993–1995 pełnił służbę w 1 Pułku Specjalnym w Lublińcu. W trakcie służby brał udział w misji UNIFIL. W 1995 r. wyjechał do Libanu na swoją pierwszą, trwającą pół roku misję pokojową ONZ. Służył w kompanii inżynieryjno-saperskiej w Jouaiyya, która budowała drogi i rozminowywała tereny na pograniczu libańsko-izraelskim. Służbę zasadniczą zakończył w stopniu starszego kaprala. Po odbyciu obowiązkowej służby wojskowej ukończył liceum, co pozwoliło na wysłanie dokumentów do JW GROM. W roku 1998 pozytywnie przeszedł selekcję w Bieszczadach. 
Był operatorem w JW GROM w latach 1998–2012, gdzie zakończył służbę w stopniu starszego chorążego sztabowego na stanowisku dowódcy sekcji. W trakcie służby Naval, dziewięciokrotnie wyjeżdżał na misje bojowe do Iraku i Afganistanu. W trakcie całej kariery wojskowej był aktywnie zaangażowany w zwalczanie terroryzmu.

## Działalność pozawojskowa
Wystąpił w roli prowadzącego program Ekspedycja – odkrywcy drugiej natury wyprodukowanego dla stacji Discovery Channel Polska. W 2012 był jednym z konsultantów gry komputerowej Medal of Honor: Warfighter.
Swoją wiedzą i doświadczeniem stara się wspierać instytucje charytatywne i pozarządowe, m.in. Polską Akcję Humanitarną, Fundację „Akademia Sportu”, a także służby mundurowe. Jest wolontariuszem Muzeum Powstania Warszawskiego.
Jest wykładowcą na Uczelni Techniczno-Handlowej im. Heleny Chodkowskiej w Warszawie na kierunku bezpieczeństwo wewnętrzne.
Przy współpracy ze stacją Polsat Sport powstało dziesięć odcinków Strzelnicy Navala z gośćmi takimi jak Zbigniew Boniek, Przemysław Saleta, Renata Mauer-Różańska czy Tomasz Hajto. Współpraca Navala z FIKS i DiAnti przyniosła dwie piosenki pt. 24h i Chłopaki z Marsa.
Pomysłodawca i współscenarzysta programu telewizyjnego „GROM – tworzymy historię” wyprodukowanego przez telewizję Polsat Sport, by uczcić 30 lat istnienia Jednostki Wojskowej GROM.
Bez powodzenia kandydował w wyborach do Sejmu 2023 z listy Trzeciej Drogi, z ostatniego miejsca w okręgu wyborczym nr 14, będąc popieranym przez Polskę 2050, z wynikiem 1555 głosów.
W maju 2024 roku został pełnomocnikiem ds. warunków służby wojskowej w Ministerstwie Obrony Narodowej.

## Odznaczenia
- Krzyż Wojskowy (2013)
- Krzyż Komandorski Orderu Krzyża Wojskowego (2011)
- Złoty Medal „Za zasługi dla obronności Kraju” (2010)
- Krzyż Kawalerski Orderu Krzyża Wojskowego (2009)[9]
- Złota Odznaka GROM-u (2009)[1]
- Srebrny Medal „Za zasługi dla obronności Kraju” (2005)
- Srebrne Odznaka GROM (2005)
- Brązowy Medal „Siły Zbrojne w Służbie Ojczyzny” (2004)
- Brązowy Medal „Za zasługi dla obronności Kraju” (2002)
- Brązowa Odznaka GROM (2002)
- Gwiazda Iraku
- Gwiazda Afganistanu
- Medal NATO za operację ISAF

## Publikacje[10]
- Przetrwać Belize,
- Ostatnich gryzą psy,
- Zatoka,
- Camp Pozzi,
- Chłopaki z Marsa,
- Afganistan na kołach
- Ekstremalny poradnik treningowy,
- Ekstremalna Strzelnica Navala - współautor Tylut,
- Świat na celowniku,
- Mój przyjaciel Drago.